# Alticus kirkii
Alticus kirkii är en fiskart som först beskrevs av Günther, 1868.  Alticus kirkii ingår i släktet Alticus och familjen Blenniidae. Inga underarter finns listade i Catalogue of Life.